# Cedrus
Cedrus és un gènere de coníferes de la família de les pinàcies que inclou el cedres verdaders, per bé que hi ha altres espècies que reben el nom de cedres i que pertanyen a d'altres gèneres, com el cedre de Virgínia (Juniperus virginiana) o el cedre americà (Cedrela odorata).
Adopten la forma d'arbres sempre verds, de fulles aciculars agrupades en fascicles i pinyes ovoides i dretes, que cauen amb la maturitat. Són arbres de capçada grossa i figura cònica en la joventut passant a la forma tabular quan són vells. Un bosc de cedres s'anomena cedreda.

## Espècies
Existeixen 3 espècies acceptades:
- Cedre de l'Himàlaia
- Cedre de l'Atles
- Cedre del Líban, aquest s'associa tradicionalment a aquest país des l'antiguitat. Un cedre verd figura a la bandera nacional libanesa.

## Morfologia
Els cedres són grans arbres de 25 a 50 metres d'alçada, en els quals les fulles ―agulles perennes i curtes (de 2 a 4 cm), una mica punxegudes, però més llargues (de 3 a 6 cm) i més flexibles en el cas del cedre de l'Himàlaia― es reuneixen en branquetes sobre branquetes curtes. La seva copa, afilada durant la seva joventut, pren una forma tabular característica a partir dels 30 anys. Les seves branques són molt horitzontals.
La pinya és ovoide oblonga, de 6 a 11 cm de llarg i 4 a 6 cm de diàmetre, de la qual sorgeixen pinyons prims, separant-se abans de la seva caiguda de l'arbre. Les llavors triangulars tenen ales.
Els cedres poden arribar a viure més de dos mil anys.

## Usos

### Arbres ornamentals
Els cedres han estat introduïts a Europa allí on són àmpliament utilitzats com a arbres d'ornament en jardins. N'existeixen nombroses varietats hortícoles.
Una de les varietats més conegudes és el "cedre blau", Cedrus atlantica 'Glauca', que també existeix amb forma de desmai o pèndula : Cedrus atlantica 'Glauca pendula'.

### Fusta

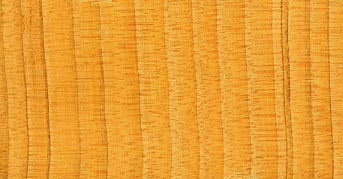
Fusta de cedre

La fusta de cedre del Líban va ser profusament utilitzada com a material de construcció a l'antic Egipte i ―segons la Bíblia― es va utilitzar per a construir el primer temple de Jerusalem (possiblement cap al 976 aC).
La seva fusta té la qualitat d'espantar insectes i cucs, i una olor peculiar. El cedre ―erez en hebreu― és l'arbre més citat de la Bíblia.
No obstant això, per ser una fusta bastant fràgil, la seva ocupació en fusteria és molt limitada. Les seves propietats d'imputridesa el fan idoni en la construcció naval i la fabricació de sarcòfags. S'usa en la construcció, sobretot com a recobriment de murs exteriors (bevel-siding) i per a teules de fusta (shingles).
La fusta noble d'aquest arbre és útil per a crear instruments musicals, com guitarres, de gran sonoritat i bellesa, així com per a confeccionar objectes artesans (cofres, joiers, etc.). També s'usa habitualment en la fabricació de llapis.

### Essència i resina
L'oli natural aromàtic del cedre de l'Atles té propietats antisèptiques.
No confongueu aquest oli amb l'«oli de cedre» utilitzat per a l'observació microscòpica, extret del ginebre de Virgínia, per això anomenat cedre de Virgínia.
Per als antics egipcis, l'essència del cedre s'utilitzava en el procés d'embalsamament de mòmies.

### Simbolismes
1. En la màgia caldea: arbre protector de l'acció dels mals esperits (León Deneb).[5]
2. En la xinesa, és denominat arbre de l'amor (Deneb, op. cit.)
3. En l'edat medieval, es comentava que una de les tres fustes de la creu, la fabricada de cedre, representava el pare imperible (Deneb, op. cit.).
4. Admetien que la seva fruita va servir d'aliment a Adam.
5. Al cedre, l'anomenaven la vida dels morts, perquè l'olor de la seva fusta espantava dels sepulcres insectes i cucs.
6. Segons un cert personatge, Pitàgores preconitzava el cedre com una de les plantes més autèntiques per a enaltir la divinitat, al costat del xiprer, l'alzina, el llorer i la murta.
7. El cedre involucra el majestuós signe de la immortalitat, perdurabilitat, dignitat i puixança. Els subítems 4, 5, 6 7, 8 estan en l'obra citada de Deneb.

## Taxonomia
Existeixen tres espècies de cedres:
- Cedre del Líban, Cedrus libani, A. Rich.
- Cedre de l'Atles, Cedrus atlantica (Endl.), G. Manetti exCarrière.
- Cedre de l'Himàlaia, Cedrus deodara (Roxb. exD.Do) G. Do.

La classificació taxonòmica dels cedres és objecte de discussió. Alguns botànics consideren que el cedre de Xipre (Cedrus libani var. brevifolia) és una espècie en si. Uns altres creuen que el cedre de l'Atles és també una subespècie del cedre del Líban (Cedrus libani subsp. atlantica) i en limiten a dos el nombre d'espècies.

### Cedre del Líban
Creix a les àrees muntanyenques de la regió mediterrània, des de Turquia i el Líban fins al Marroc. Inclou dues subespècies: el cedre del Líban (Cedrus libani subsp. libani; Líban, oest de Síria i sud-centre de Turquia) i el cedre de Turquia (Cedrus libani subsp. stenocoma; sud-oest de Turquia).

### Cedre de l'Atles
Originari del nord d'Àfrica (Algèria, Marroc). Abunda sobretot en els Aurès.

### Cedre de l'Himàlaia
Creix a l'oest de l'Himàlaia (Índia, Pakistan, Caixmir, el Nepal i Afganistan), en pendents entre els 1.300 i 2.500 m d'altitud.

## Galeria d'imatges

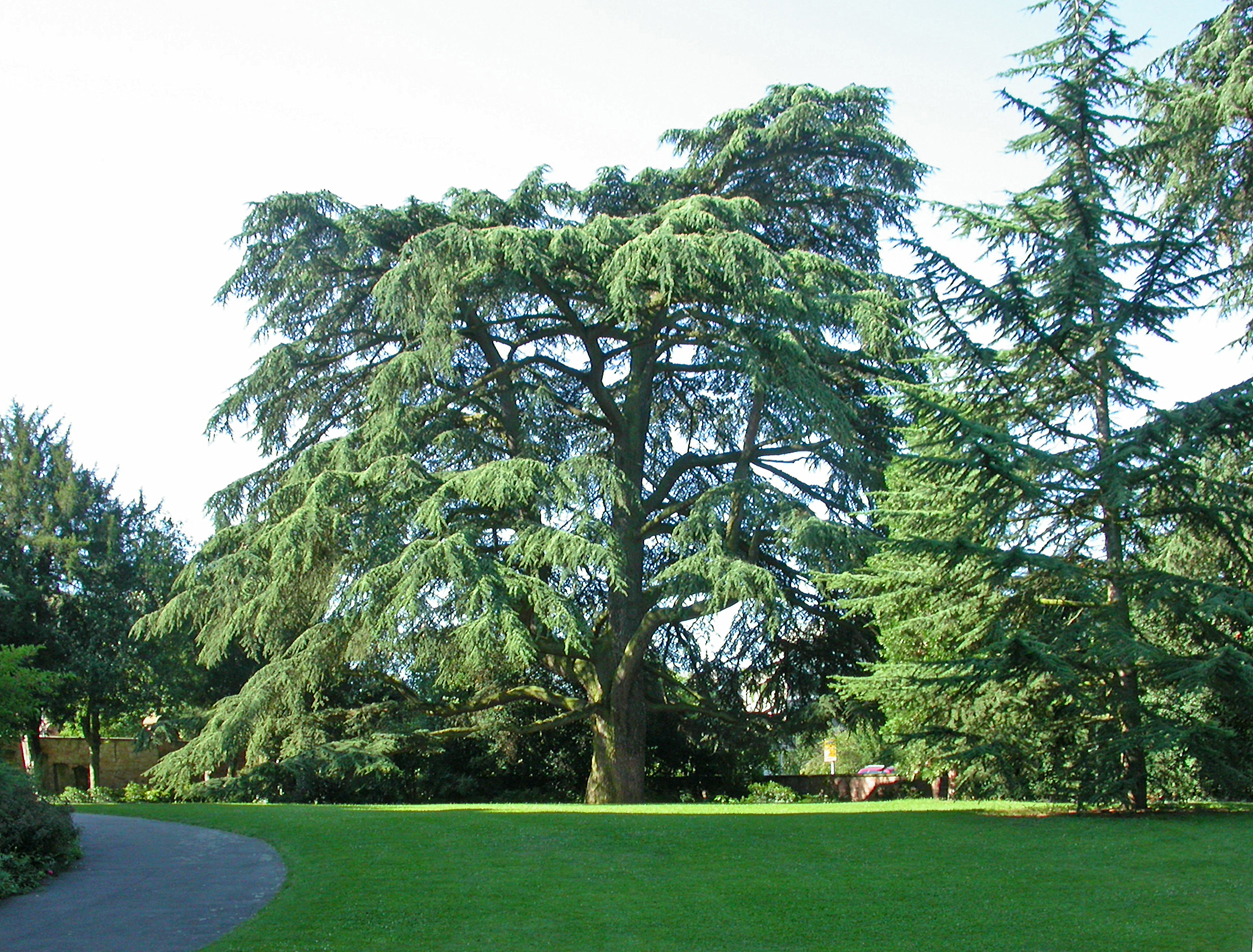
Cedre del Líban
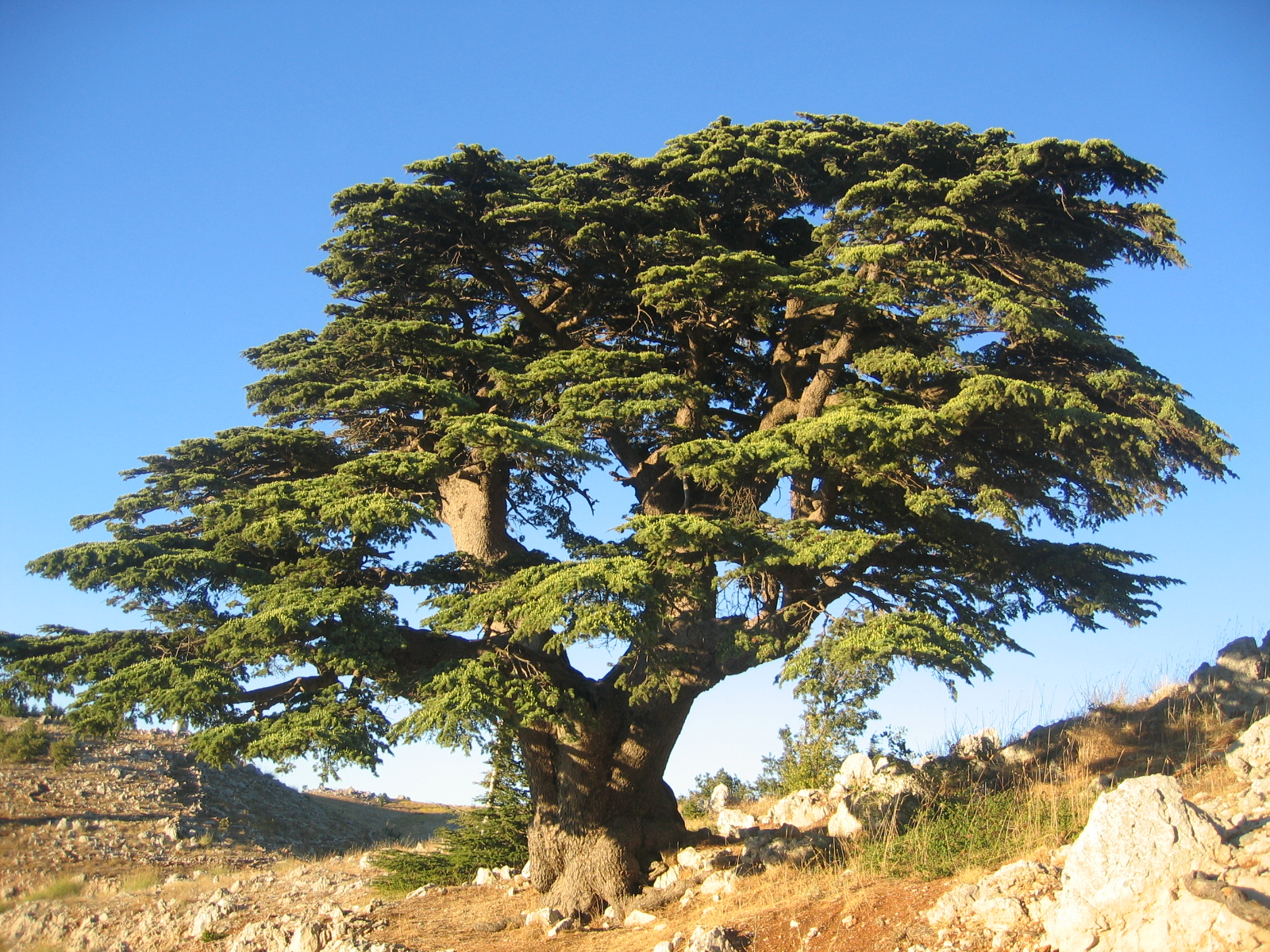
Cedre del Líban
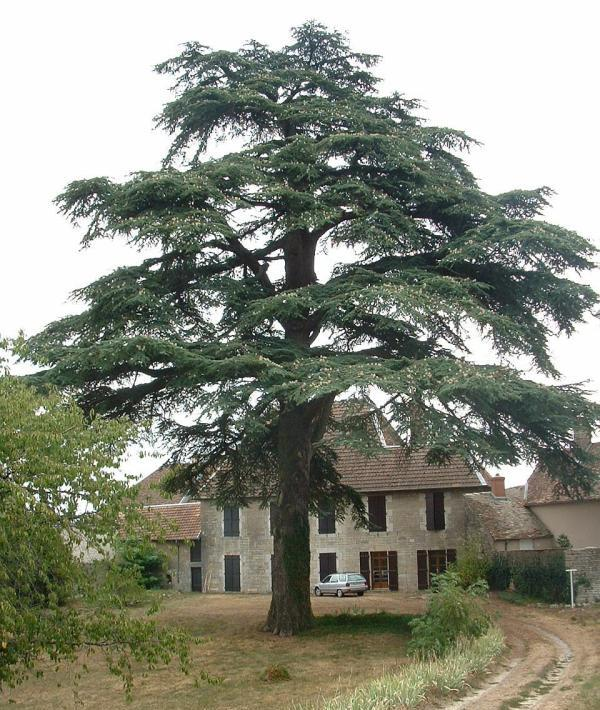
Cedre del Líban
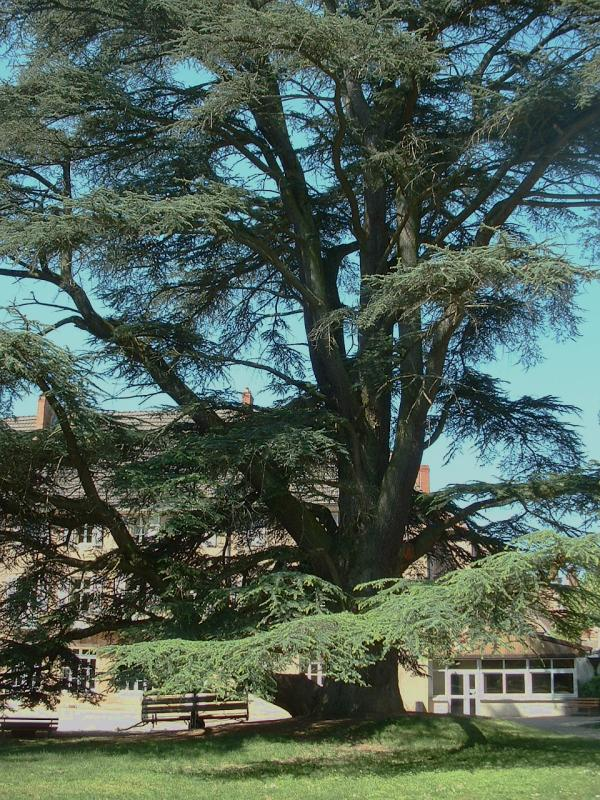
Cedre de l'Atlas
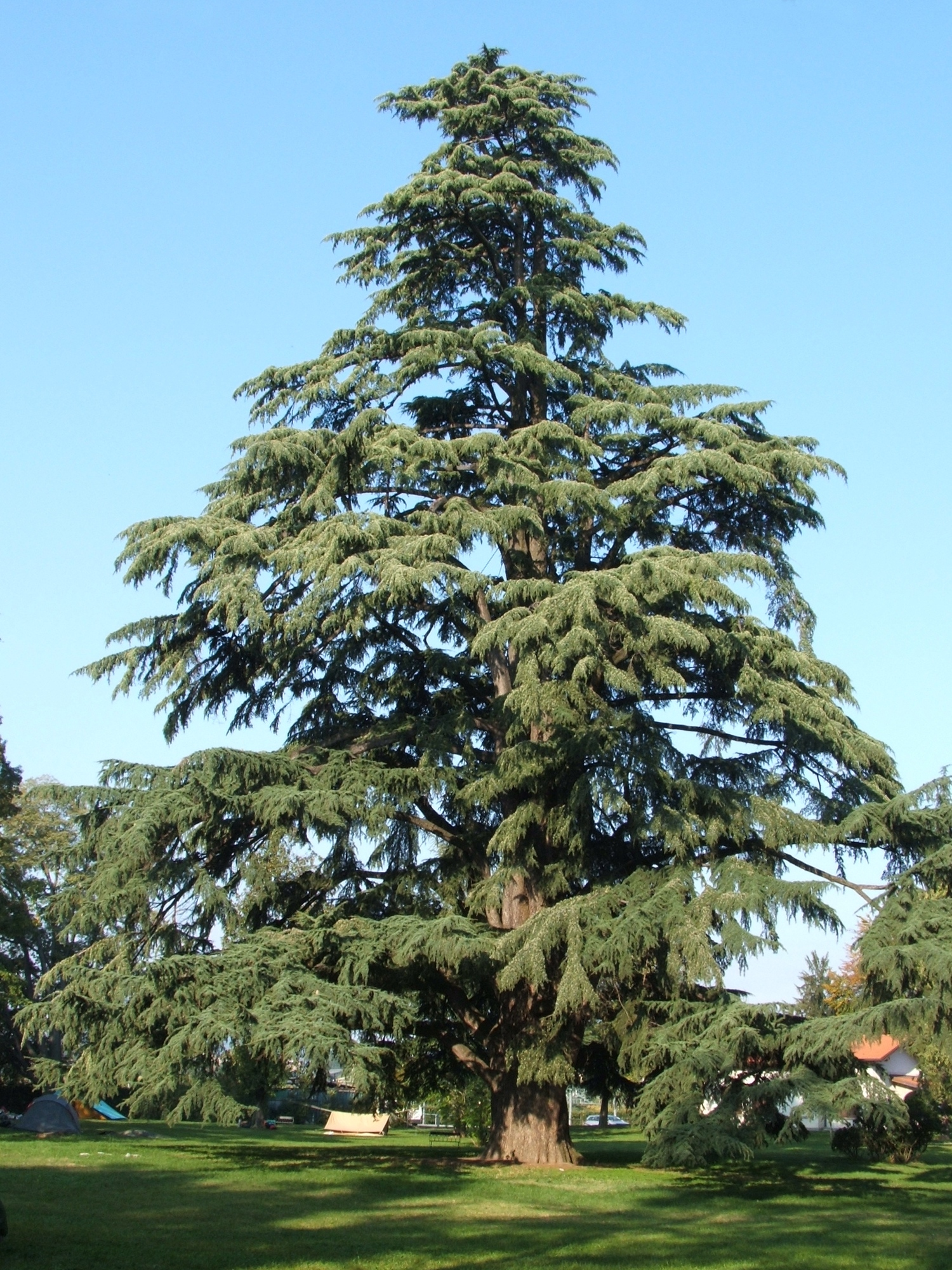
Cedre de l'Himàlaia
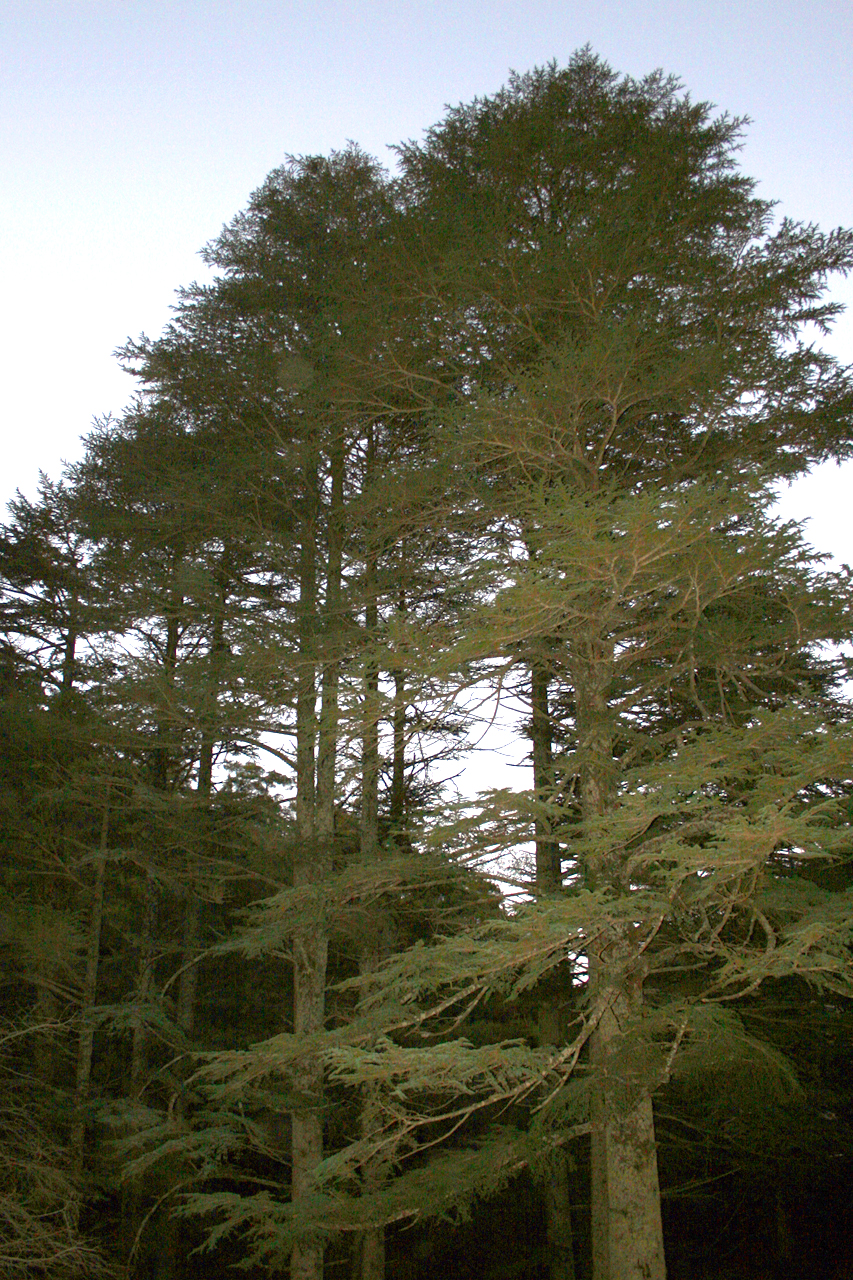
Cedre de Xipre

## Història

Historia plantarum, 1549.

L'arbre i la fusta de cedre foren coneguts des de l'antigüitat. Un repàs a documents i estudis diversos permet analitzar el grau de coneixement i l'ús de la fusta en èpoques diferents.

### Mesopotàmia
- 2100 aC. L'Epopeia de Guilgameix narra com l'heroi talla un cedre.[7]

### Antic Egipte
- c2650 aC. Segons la pedra de Palerm, el faraó Snefru feu portar des del Líban quaranta vaixells carregats de troncs de cedre.[8]

- c2500 aC. Barca solar de Kheops.[9][10][11]
  - Barca de planxes de cedre cosides.[12]

- 1130 aC. Viatge accidentat del sacerdot Wenamun quan anava al Líban a comprar fusta de cedre destinada al temple de la seva devoció.[13][14]

### Antiga Grècia
- segle ix aC. Odissea. L'obra d'Homer esmenta la fusta de cedre diverses vegades.[15] En particular en la sala del palau de Troia.

- c287 aC. Teofrast.[16][17]

- c8aC. Diodor de Sicília esmenta un vaixell de 280 colzes fet construir pel faraó Sesostris en fusta de cedre.[18][19]

### Antiga Roma
- 79 dC. Plini el Vell.[20][21]

### Al Andalus
- c1250. Ibn al-Awwam.[22]

### Segle XVI
- 1540. Gonzalo Pérez fou autor d'una traducció de l'Odissea, obra que esmenta el cedre diversos cops.[23]

### Segle XVII
- 1611. Sebastián de Covarrubias.[24]

- 1617. Miquel Agustí.[25]

### Segle XVIII
- 1727. El metge i botànic Bernard de Jussieu va fer portar un cedre del Líban des d'Anglaterra i el va plantar a Paris.[26]
- 1781. Caixa de cedre esmentada en castellà ("caxa de cedro"). Per a guardar objectes sagrats.[27]
- 1792. En castellà "caxa de cedro dorada".[28]

### Segle dinou
A partir del segle xix hi ha moltes obres que tracten del cedre i de la seva fusta, de manera acurada i científica. Són interessants les exposicions sobre l'aclimatació d'alguns arbres importats i plantats a Europa en segles anteriors.
- 1806. Obra en francès que anuncia la facilitat de conreu del cedre i els seus avantatges.[29]

- 1831. Obra de silvicultura amb un apèndix sobre el cedre del Líban.[30]

- 1858. Armari de cedre posat a la venda.[31]

- 1880. Manual de conreu d'arbres forestals. Incloent el cedre del Líban.[32]

### Segle XXI
- 2001.[33]
- 2008.[34]